# KK Kvarner Novi Resort Rijeka
KK Kvarner Novi Resort je bivši hrvatski košarkaški klub iz Rijeke.

## Povijest
Košarkaški Klub „Kvarner“ osnovan je 1946. godine u Rijeci i u svojoj povijesti mijenjao je imena u Košarkaški Klub „Istravino“, Košarkaški Klub „Croatia Line“, Košarkaški Klub “Sava osiguranje“, Košarkaški Klub „Triglav Osiguranje“, a do 2009. nastupao je pod imenom Košarkaški Klub „Kvarner Novi Resort“. Zbog odustajanja od nastupanja u A2 ligi zbog rezultatskog podbačaja u sezoni 2008./09. i nagomilanih dugovanja objavljeno je gašenje kluba.

## Dvorana
KK Novi Resort igrao je u Dvorani Mladosti koje se nalazi na Trsatu. Vlasnik dvorane je grad Rijeka, a izgrađena je 1973. Osnovna namjena dvorane je za sportove: rukomet, košarku, odbojku, judo, dizanje utega, karate, badminton, biljar. Kapacitet gledališta je 2.960 sjedećih mjesta i 1.000 stajaćih mjesta.

## Poznati igrači
- Nikola Plećaš
- Andrej Štimac
- Davor Kus
- Matej Mamić
- Aramis Naglić
- Jere Macura
- Siniša Štemberger
- Mario Stojić
- Goran Vrbanc
- Marijan Mance
- Nikola Radulović

## Poznati treneri
- Faruk Kulenović

## Uspjesi
- Jugoslavenski kup
  - finalist: 1977., 1981.

## Međunarodna natjecanja
Utakmice Kvarnera )pod različitim nazivima u međunarodnim natjecanjima i ligama
- podebljano - rezultati utakmice koje je Kvarner odigrao kao domaćin
- normalna debljina - rezultati utakmica koje je Kvarner odigrao kao gost
- kurziv - rezultati utakmica na neutralnom terenu

### Kup pobjednika kupova
| Sezona                                   | Faza natjecanja             | Protivnik                   | Rezultat      | Poredak                                                     | Napomene |
| Kup pobjednika kupova / Cup Winners' Cup |                             |                             |               |                                                             |          |
| Kvarner                                  |                             |                             |               |                                                             |          |
| 1977./78.                                | 2. krug (osmina finala)     | Soproni MAFC                | 93:94, 88:78  |                                                             |          |
| 1977./78.                                | četvrtfinalne grupe A grupa | EBBC Den Bosch              | 85:99, 65:78  | 1. Gabetti Cantú * 2. Caen BC* 3. EBBC Den Bosch 4. Kvarner |          |
| 1977./78.                                | četvrtfinalne grupe A grupa | Caen BC                     | 100:93, 79:92 | 1. Gabetti Cantú * 2. Caen BC* 3. EBBC Den Bosch 4. Kvarner |          |
| 1977./78.                                | četvrtfinalne grupe A grupa | Gabetti Pallacanestro Cantú | 74:81, 67:92  | 1. Gabetti Cantú * 2. Caen BC* 3. EBBC Den Bosch 4. Kvarner |          |

### Kup Radivoja Koraća
| Sezona             | Faza natjecanja     | Protivnik              | Rezultat      | Poredak | Napomene |
| Croatia Line       |                     |                        |               |         |          |
| 1994.95.           | 2. krug             | Statyba Vilnius        | 84:69, 73:80  |         |          |
| 1994.95.           | 3. ktug 1/16 finala | Birex Scaligera Verona | 73:73, 75:77  |         |          |
| Sava Osiguranje    |                     |                        |               |         |          |
| 2000./01.          | 1. krug             | Brotnjo Čitluk         | 84:79, 88:71  |         |          |
| 2000./01.          | 2. krug             | Türk Telekom Ankara    | 101:92, 62:89 |         |          |
| Triglav Osiguranje |                     |                        |               |         |          |
| 2001./02.          | 1. krug             | Kaposvári KK           | 73:90, 65:80  |         |          |

### Jadranska liga

#### Pregled po sezonama
| sezona             | poz.            | ut.             | pob-por         | koševi          | bod             | doigravanje     |
| Goodyear League    | Goodyear League | Goodyear League | Goodyear League | Goodyear League | Goodyear League | Goodyear League |
| ------------------ | --------------- | --------------- | --------------- | --------------- | --------------- | --------------- |
| Triglav Osiguranje |                 |                 |                 |                 |                 |                 |
| 2001./02.          | 10.             | 22              | 5-17            | 1746:1950       | 27              |                 |

## Vanjske poveznice
- Službena stranica
- profil kluba na eurobasket.com